# 파주 동파리 마애사면석불
파주 마애사면석불(坡州 磨崖四面石佛)은 대한민국 경기도 파주시 진동면 동파리에 있는 고려시대의 석불이다. 1995년 8월 7일 경기도의 유형문화재 제156호로 지정되었다.

## 개요
경기도 파주시 진동면 일월봉 바로 아래 높이 1.95m의 화강암에 동서남북 방위에 따라 4면을 다듬어 각 한 구씩의 불상을 새긴 사방불(四方佛)이다.
얼굴과 손은 많이 닳았지만 부분적으로 세부는 분명하게 남아있는 편이다. 불상의 크기는 동면이 1.11m이고, 서면이 0.9m, 남면은 0.99m이고 북면은 1.26m이다. 모두 몸 뒤에 광배(光背)를 갖추었고 연꽃이 새겨진 대좌(臺座)위에 앉아 있다.
동쪽면은 왼손을 손바닥이 위로 향하게 하여 다리 위에 올려 놓았고, 오른손은 다섯 손가락을 모두 펴서 땅을 가리키고 있다. 서쪽면은 두 손을 맞대어 배꼽 위에다 대고 있으며, 남쪽면은 오른손을 내려 손가락을 펴고 있다. 북쪽면에는 두 손을 안쪽으로 모아 불공을 드리는 모습을 하고 있다.
이 불상은 고려 후기 라마 불교가 유입되기 이전에 만들어진 것으로 보인다. 통일신라시대의 사방불과는 다른 세계를 표현하고 있어 고려 전기의 불상 연구에 귀중한 작품으로 평가된다.

## 참고 문헌
- 파주마애사면석불 - 국가유산청 국가유산포털